# المركز الوطني للرماية

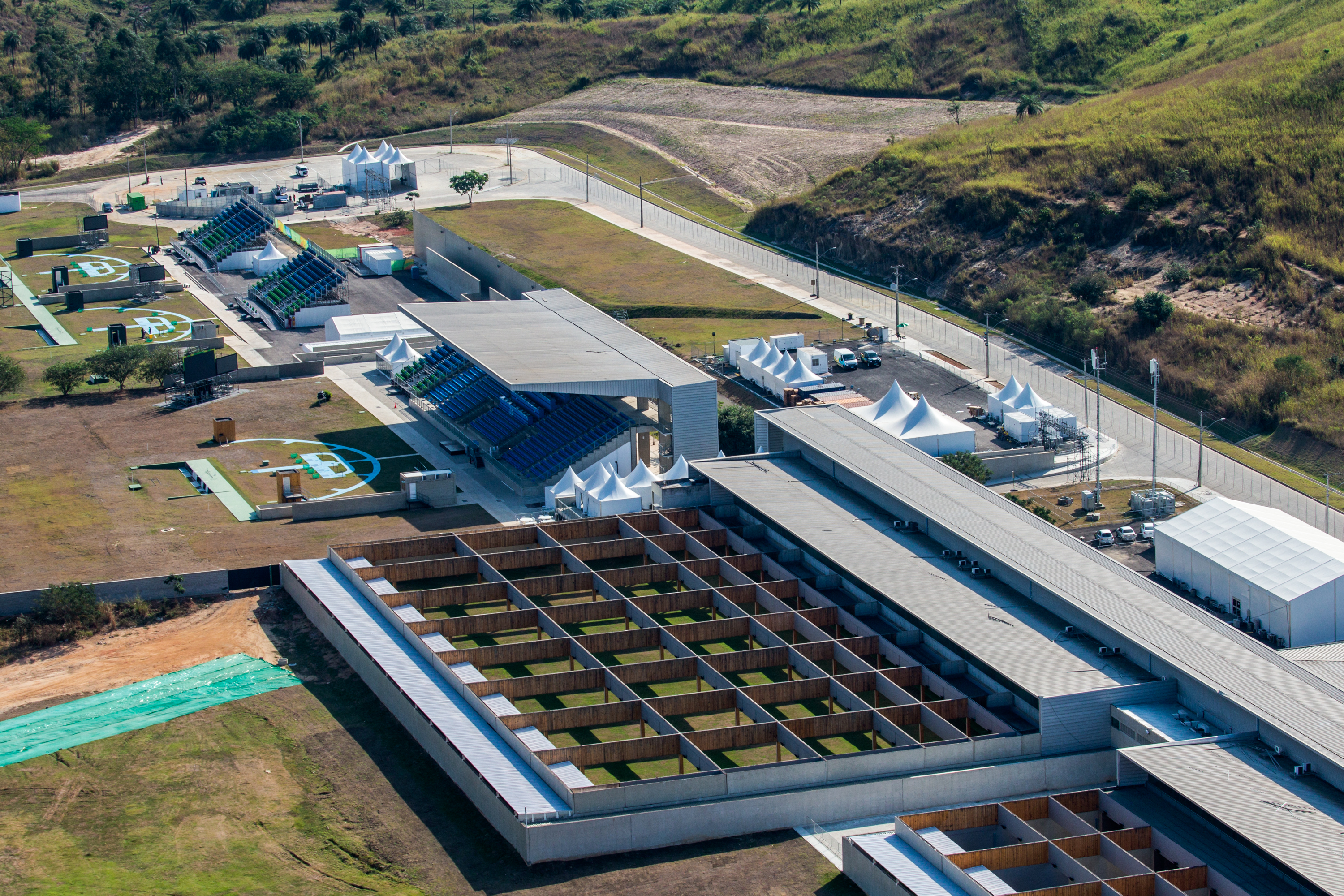
المركز الوطني للرماية.

المركز الوطني للرماية (بالإنجليزية: National Shooting Center)‏ المعروف باسم المركز الأولمبي للرماية خلال دورة الألعاب الاولمبية الصيفية عام 2016، هو ميدان للرماية في ديودورو، ريو دي جانيرو، البرازيل. اُفتتح في العام 2007، وتمت صيانته لاستضافة بطولة الرماية ضمن دورة الألعاب الأولمبية الصيفية 2016 ودورة الألعاب البارالمبية الصيفية 2016.